# オプトウェア (足利市)
オプトウエア株式会社は、栃木県足利市に本社を置く光学機器やレーザー機器を中心とする精密機器メーカー。

## 概要
- 企業名　オプトウエア株式会社
- 沿革　1998年（平成10年）11月　設立
- 代表者　代表取締役　菊地弘
- 資本金　3300万円
- 本社所在地　栃木県足利市芳町50